# Bundesstraße 322
Pour les articles homonymes, voir Route 322.
La Bundesstraße 322 est une Bundesstraße du Land de Basse-Saxe.

## Géographie
La route se situe près de Stuhr, au sud de Brême. Elle commence à la jonction de Groß Mackenstedt de l'A 28, traverse l'échangeur de Stuhr de l'A 1 et se termine peu après au croisement avec la B 6.

## Histoire
En 2008, la route commence à l'échangeur de Delmenhorst et fait 10 km de long. Le tronçon désormais inexistant servait principalement à relier l'A 28 à l'A 1. Cette connexion fut remplacée par l'extension de l'A 28 en 2008.

## Source
- (de) Cet article est partiellement ou en totalité issu de l’article de Wikipédia en allemand intitulé « Bundesstraße 322 » (voir la liste des auteurs).